# Tjeckien i olympiska vinterspelen 2002
Tjeckien deltog i olympiska vinterspelen 2002. Tjeckiens trupp bestod av 76 idrottare varav 57 var män och 19 var kvinnor. Den äldsta idrottaren i tjeckiens trupp var Dominik Hašek (37 år, 11 dagar) och den yngsta var Jan Mazoch (16 år, 159 dagar).

## Medaljer

### Guld
- Freestyle
  - Hopp herrar: Aleš Valenta

### Silver
- Längdskidåkning
  - 15 km damer: Kateřina Neumannová
  - 5+5 km damer: Kateřina Neumannová

## Trupp
- Alpin skidåkning
  - Ondřej Bank
  - Stanley Hayer
  - Jan Holický
  - Lucie Hrstková
  - Eva Kurfürstová
  - Gabriela Martinovová
  - Borek Zakouřil
  - Petra Zakouřilová
  - Petr Záhrobský
- Backhoppning
  - Michal Doležal
  - Jakub Janda
  - Jan Matura
  - Jan Mazoch
- Bob
  - Ivo Danilevič
  - Roman Gomola
  - Jan Kobián
  - Peter Kondrát
  - Pavel Puškár
  - Milan Studnička
- Freestyle
  - Aleš Valenta
  - Nikola Sudová
- Ishockey
  - Martin Škoula
  - Richard Šmehlík
  - Jaroslav Špaček
  - Petr Čajánek
  - Jiří Dopita
  - Radek Dvořák
  - Patrik Eliáš
  - Dominik Hašek
  - Roman Hamrlík
  - Martin Havlát
  - Milan Hejduk
  - Jan Hrdina
  - Jaromír Jágr
  - Tomáš Kaberle
  - Pavel Kubina
  - Robert Lang
  - Pavel Patera
  - Robert Reichel
  - Martin Ručínský
  - Michal Sýkora
  - Petr Sýkora
- Konståkning
  - Kateřina Beránková
  - Otto Dlabola
  - Kateřina Kovalová
  - David Szurman
- Längdskidåkning
  - Kateřina Neumannová
  - Milan Šperl
  - Helena Balatková-Erbenová
  - Lukáš Bauer
  - Ilona Bublová
  - Kateřina Hanušová
  - Martin Koukal
  - Jiří Magál
  - Petr Michl
  - Kamila Rajdlová
- Nordisk kombination
  - Petr Šmejc
  - Pavel Churavý
  - Lukáš Heřmanský
  - Milan Kučera
  - Ladislav Rygl II
- Rodel
  - Markéta Jeriová
  - Michal Kvíčala
- Short track
  - Kateřina Novotná
- Skeleton
  - Josef Chuchla
- Skidskytte
  - Roman Dostál
  - Petr Garabík
  - Eva Háková
  - Tomáš Holubec
  - Kateřina Losmanová-Holubcová
  - Ivan Masařík
  - Irena Novotná-Česneková
  - Magda Rezlerová
  - Zdeněk Vítek
  - Zdeňka Vejnarová
- Skridsko
  - David Kramár